# Hoek van Holland

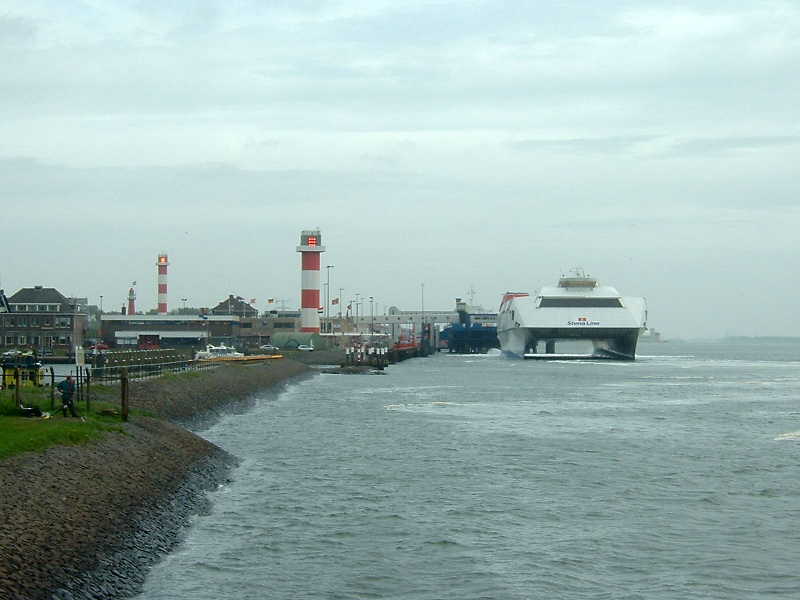
Terminal dels ferris de Stena Line al Nieuwe Waterweg, Hoek van Holland

Hoek van Holland (literalment Cantonada d'Holanda en neerlandès) és una localitat del centre de la costa occidental dels Països Baixos, a la província d'Holanda del Sud. Està situada al final de la riba meridional de la Nieuwe Waterweg (braç del Rin que passa per Rotterdam), al punt de confluència amb la costa holandesa, que queda és cap al nord és una llarguíssima costa rectilínia i uniforme constituïda per platges, mentre que cap al sud queda tallada.
És coneguda per ser el punt de partida dels ferris vers les Illes Britàniques. Aquest fet, així com la pertinença al complex porturari de Rotterdam, li han una connexió ferroviària amb Rotterdam.
El Maeslantkering, un sistema de tancament de la Nieuwe Waterweg que serveix per protegir el port de Rotterdam en cas de pujada del nivell del mar, està situat a Hoek van Holland. Per la seva complexitat fou la darrera obra del Pla Delta.
Hom discuteix ampliar la superfície de Hoek van Holland vers l'oest tot guanyant terreny al mar. El principal obstacle és el manteniment de l'atractiu turístic del lloc, puix que la platja actualment existent hauria de ser desplaçada ("construïda de bell nou") uns quilòmetres mar endins, i el material dragat hauria de ser similar a l'existent.
Administrativament pertany al municipi de Rotterdam, si bé aquesta ciutat està situada uns 20 km més a l'est. Constitueix un districte amb 9.942 habitants (2004) i una superfície de 14,10 km².